# Georges Alexandre
Pour les articles homonymes, voir Alexandre.
Georges Alexandre (né le 17 juillet 1935 à Puimisson dans l'Hérault et mort le 20 février 2018 à Bédarieux) est un joueur de football français, qui évoluait au poste de milieu de terrain.

## Biographie
Georges Alexandre commence sa carrière à l'AS Béziers. Il joue ensuite en faveur des Girondins de Bordeaux, du SC Toulon, et de l'AS Aix. Il termine sa carrière au FC Sète.
Il dispute un total de 160 matchs en Division 2, inscrivant 45 buts. Avec Béziers, il marque 16 buts en championnat lors de la saison 1955-1956, ce qui constitue sa meilleure performance.